# هکتور مورنو (بازیکن فوتبال)
هکتور آلفردو مورنو هررا (اسپانیایی: Héctor Alfredo Moreno Herrera‎؛ زاده ۱۷ ژانویهٔ ۱۹۸۸) بازیکن فوتبال اهل مکزیک است.